# Grybów
Grybów è una città polacca del distretto di Nowy Sącz nel voivodato della Piccola Polonia.
Ricopre una superficie di 17 km² e nel 2005 contava 12 409 abitanti.